# Chủ nghĩa duy vật lý
Chủ nghĩa duy vật lý là một trường phái triết học hiện đại, cho rằng tất cả mọi vật tồn tại không bao hàm gì khác ngoài những thuộc tính vật lý, và do đó ngôn ngữ vật lý học là ngôn ngữ duy nhất mô tả đúng đắn tự nhiên. Từ "chủ nghĩa duy vật lý" (tiếng Anh: physicalism) xuất hiện lần đầu tiên bởi Otton Neurath năm 1931. Đối với nhiều nhà triết học hiện đại chủ nghĩa duy vật lý đồng nhất với chủ nghĩa duy vật.